# Commissaire de district
Au Luxembourg, le commissaire de district (en luxembourgeois : Distriktskommissär) était un haut fonctionnaire qui assurait la représentation de l'État dans chacun des trois districts.
Ce rôle est l'équivalent de celui de préfet en France. Il a été supprimé en même temps que le découpage en district en 2015.

## Histoire
Rattaché au Premier Empire en 1795 au sein du département des Forêts, le territoire de l'actuel grand-duché n'a jamais été découpé en districts au sens français du terme puisque ce découpage avait déjà été aboli mais il a été subdivisé entre 1800 et 1814 en quatre arrondissements.
L'arrêté royal du royaume uni des Pays-Bas du 12 juin 1822 et complété par celui du 2 janvier 1823 découpe le Luxembourg, qui comprenait encore l'actuelle province de Luxembourg, en huit quartiers administrés par des prévôts. Le règlement d'administration du 23 juillet 1825 change le nom des quartiers en district, et celui des prévôts en commissaires de district.
La fonction, ainsi que le découpage du pays en districts, a été abolie le 3 octobre 2015, à la suite d'un vote en juillet 2015 et au transfert effectif des attributions des commissariats de district au ministère de l'Intérieur au 1er janvier 2015 ; ce dernière ministère reprend l'intégralité des fonctionnaires et des missions qui leur étaient attribués.

## Statut
Le commissaire de district est nommé par le grand-duc.

## Missions
Les commissaires de district ont pour mission de surveiller de façon générale la gestion des administrations communales, syndicats de communes et établissements publics placés sous la surveillance des communes ainsi que la délivrance des permis de pêche et de chasse,. 
La compétence des commissaires de district s’étendait à toutes les villes et communes de leur district à l’exception, dans le district de Luxembourg, de la ville de Luxembourg qui reste sous l’autorité directe du ministre de l’intérieur, sauf dans les cas prévus par des lois spéciales.
Il était attaché à chaque commissariat un secrétaire de district qui était nommé par le grand-duc sur proposition du commissaire de district.